# Камбоџа на Светском првенству у атлетици на отвореном 2011.
Камбоџа је учествовала на 13. Светском првенству у атлетици на отвореном 2011. одржаном у Тегу од 27. августа до 4. септембра. Репрезентацију Камбоџе представљала је једна атлетичарка која се такмичила трчању на 200 метара.,
На овом првенству Камбоџа није освојила ниједну медаљу. Оборен је само један најбољи лични резултат сезоне.

## Учесници
Жене:
- Сејха Чан — 200 м

## Резултати

### Жене
| Атлетичар | Дисциплина | Лични рекорд | Квалификације | Квалификације | Група                | Група                | Полуфинале           | Полуфинале           | Финале               | Финале       | Детаљи |
| Атлетичар | Дисциплина | Лични рекорд | Резултат      | Место         | Резултат             | Место                | Резултат             | Место                | Резултат             | Место        | Детаљи |
| --------- | ---------- | ------------ | ------------- | ------------- | -------------------- | -------------------- | -------------------- | -------------------- | -------------------- | ------------ | ------ |
| Сејха Чан | 200 м      |              | 26,34 ЛР      | 7. гр. 1      | Није се квалификовао | Није се квалификовао | Није се квалификовао | Није се квалификовао | Није се квалификовао | 37 / 38 (40) |        |